# Stazione di Shiinamachi
La stazione di Shiinamachi (椎名町駅?, Shiinamachi-eki) è una stazione ferroviaria di Tokyo che si trova a Toshima. La stazione è servita dalla linea Seibu Ikebukuro delle Ferrovie Seibu e si trova a 1,9 km di distanza dal capolinea a Ikebukuro.

## Linee
Ferrovie Seibu
● Linea Seibu Ikebukuro

## Struttura
La stazione possiede due marciapiedi laterali con due binari centrali, parzialmente in tunnel.
| 1 | ● Linea Seibu Ikebukuro | per Ikebukuro                     |
| 2 | ● Linea Seibu Ikebukuro | per Tokorozawa, Hannō e Toshimaen |

## Stazioni adiacenti
| «                                 | Servizio              | »                     |
| Linea Seibu Ikebukuro             | Linea Seibu Ikebukuro | Linea Seibu Ikebukuro |
| --------------------------------- | --------------------- | --------------------- |
| Ikebukuro                         | Locale                | Higashi-Nagasaki      |
| Tutti gli altri treni non fermano |                       |                       |